# تعدیل‌کننده آنزیم
تعدیل‌کننده آنزیم (به انگلیسی: Enzyme modulator) نوعی دارو است که موجب تعدیل آنزیم‌ها می‌شود. این ترکیبات شامل بازدارنده‌های آنزیم و القاکننده‌های آنزیم هستند.